# Jean Braconier (journalist)
Jean Braconier (uttalas [brákongjé) , född 13 november 1907 i Ånsta församling, Örebro län, död 9 oktober 1995 i Malmö, redaktör och moderat riksdagspolitiker.
Braconier var politisk medarbetare på Sydsvenska Dagbladet från 1938 och var tidningens kulturchef 1965–1973. Han var ledamot av Malmö stadsfullmäktige 1943–1950 och var ledamot av riksdagens andra kammare 1950–1964 i fyrstadskretsens valkrets. Han var även ledamot av Nordiska rådet 1953–1964.